# Balthazar de Villegas d'Estaimbourg
Balthazar Joseph Ignace de Villegas d'Estaimbourg (Brussel, 6 augustus 1722 - 22 juli 1795), uit de adellijke familie De Villegas, was een magistraat in de Oostenrijkse Nederlanden. Hij was waarnemend kanselier van Brabant tijdens de Brabantse Revolutie in 1790.

## Leven
Hij was een zoon uit het tweede huwelijk van Jacques Ferdinand Diego de Villegas, baron van Hovorst, staatsraad en voorzitter van de Rekenkamer van Brabant. Net als zijn vader en zijn oudere halfbroer koos hij voor een ambtelijke carrière. Hij studeerde in 1744 af in de rechten aan de Universiteit van Leuven en werd in 1749 lid van de schepenbank van Ukkel en schepen van Brussel. In 1759 trad hij toe tot de Raad van Brabant. Op cultureel vlak toonde Villegas belangstelling voor de rederijkerij van zijn geboortestad en aanvaardde hij het erevoorzitterschap van De Wijngaard, een kamer die toen floreerde onder Jan Frans Cammaert. Als devoot katholiek en traditionalist nam Villegas bij de opheffing van het karmelietessenklooster in 1783 enkele relieken in bewaring en hielp hij de nonnen overplaatsen naar Parijs.
Ondertussen bouwde hij een lange staat van dienst op in de magistratuur. In 1763 en 1769 was zijn kandidatuur om de overleden kanselier op te volgen afgewezen omdat hij te middelmatig werd bevonden. Toen het erop leek dat de gerechtelijke hervormingen van keizer Jozef II in 1787 geen plaats voor hem meer zouden laten, saboteerde hardnekkig verzet de uitvoering van die plannen. In 1788 werd hij verdacht van sympathieën met de Staten van Brabant en met zeven andere raadsheren weggestuurd om een speciale kamer te vormen in Antwerpen. Als gevolg van de Brabantse Revolutie nam kanselier Joseph de Crumpipen de benen en werd Villegas door zijn anciënniteit in 1790 waarnemend kanselier. Hij zette zich in voor het herstel van de jezuïetenorde in de Verenigde Nederlandse Staten.
Bij de Tweede Oostenrijkse Restauratie drongen landvoogd Albert en Metternich erop aan dat hij de ontslagen Crumpipen zou opvolgen als kanselier. Ze dachten daarmee een populaire keuze te maken, terwijl ze hem tegelijk als oud en irrelevant beschouwden. De benoeming vond plaats op 6 maart 1794, maar Villegas aanvaardde het ambt niet, waarna het in handen kwam van Gaspard de Limpens. Villegas stierf in 1795, weinige maanden vóór de afschaffing van het hertogdom Brabant door de Fransen.

## Publicaties
- Mémoire à leurs hautes et souveraines puissances nosseigneurs les États-unis des Pays-Bas catholiques, sur le rétablissement des jésuites (1790)
- Bericht over de herstellinge der Jesuiten (1790)
- Lettre de M. de Villegas d'Estaimbourg, conseiller au conseil souverain de Brabant, faisant les fonctions de chancelier, à M. l'abbé de Feller, insérée dans son journal du 15 avril 1790 (1790)